# Abdruck (Geologie)
Ein Abdruck im geologischen Sinne ist ein Zeugnis urzeitlichen Lebens, das als Hohlform überliefert wurde. Es kann sich um ein Spurenfossil oder um ein Körperfossil handeln, je nachdem, ob der Abdruck von einem lebenden Tier verursacht wurde oder ob er ein totes Lebewesen abbildet.

## Spurenfossil

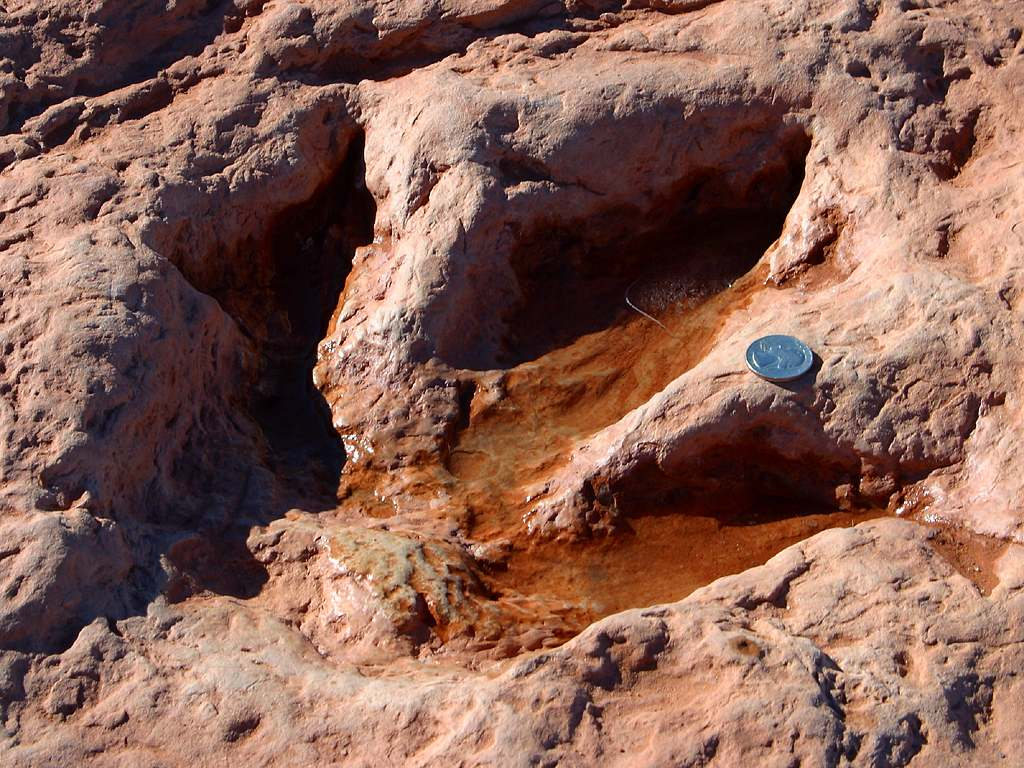
Einzelner fossiler Fußabdruck der Spurengattung Eubrontes in Sandstein der Moenave-Formation (Unterjura), Arizona, USA. Eubrontes dürfte von größeren Theropoden verursacht worden sein, in diesem Fall vermutlich Dilophosaurus.

Als Abdrücke überlieferte Spurenfossilien sind in der Regel durch Tiere erzeugt worden, die über eine Sedimentoberfläche gelaufen sind und dabei ihre Gliedmaßen in das Sediment eingedrückt haben. Im Prinzip handelt es sich also um ein fossil überliefertes Trittsiegel. Eine solche Überlieferung kann stattfinden, wenn das Trittsiegel mit weiterem Sediment überdeckt wurde, bevor Wind und Wetter es wieder zerstören konnten. Wird das überdeckende Sediment nach vielen Millionen Jahren wieder vollkommen erodiert, wird das fossile Trittsiegel wieder an der Geländeoberfläche sichtbar.

## Körperfossil

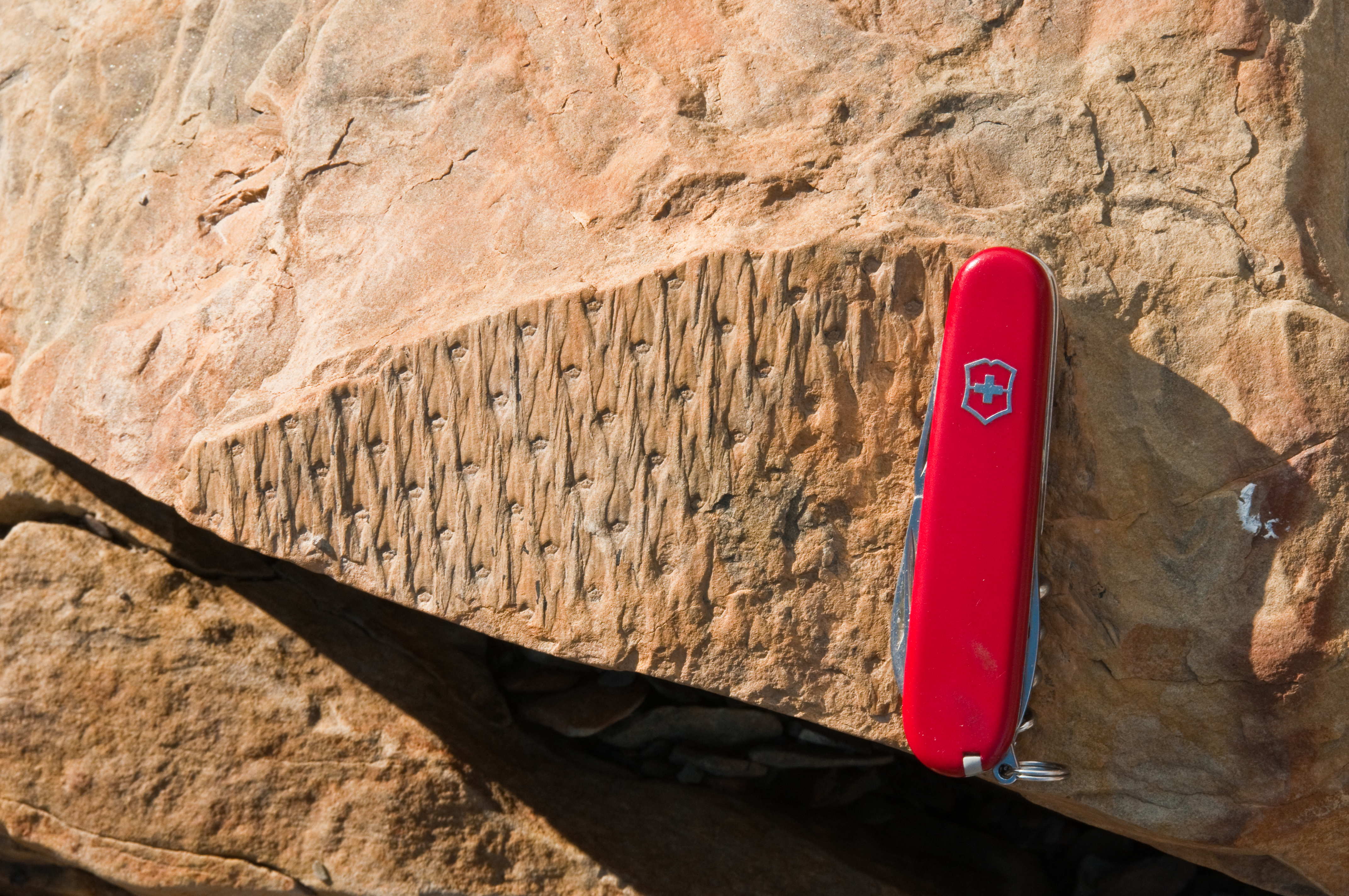
Abdruck eines kleinen Teils der Rinde eines „Schuppenbaumes“ (Lepidodendron) in Sandstein des Oberkarbons von Nova Scotia, Kanada, Taschenmesser als Größenmaßstab.

Die Überlieferung des toten Körpers eines Lebewesens als Abdruck kann mit oder ohne Überlieferung des eigentlichen Körpers stattfinden. Mit Überlieferung des Körpers ist ein Abdruck einfach das Gegenstück bzw. das Negativ dieses Körpers. Beim Freilegen eines Fossils durch Spalten eines Sedimentgesteins, wird im Idealfall entlang der einen Spaltfläche der als Positiv überlieferte Körper freigelegt und entlang der anderen das entsprechende Negativ als Abdruck.
Unter bestimmten Umständen kann es jedoch passieren, dass der eigentliche Körper durch diagenetische Prozesse oder durch Verwitterung komplett aufgelöst wurde und nur einen Hohlraum in dem Sediment hinterlässt, in dem er nach seinem Tod eingebettet wurde. Somit wird ausschließlich eine Hohlform, ein Abdruck, im Sedimentgestein überliefert. Wird in dieser Hohlform nachträglich ein Mineral ausgefällt, spricht man von einer Fossilpseudomorphose.